# Chiesa dei Santi Nereo e Achilleo (Roma)
Santi Nereo e Achilleo è un luogo di culto cattolico di Roma, situato nel rione Celio, a poca distanza dalle Terme di Caracalla.
Costruita nel IV secolo e dedicata ai santi martiri romani Nereo e Achilleo, è attualmente una rettoria appartenente alla parrocchia di Santa Maria in Vallicella, affidata alla Confederazione dell'oratorio di San Filippo Neri, e su di essa insiste l'omonimo titolo cardinalizio, anticamente chiamato titulus Fasciolae.

## Storia
Un'iscrizione del 377 presente in San Paolo fuori le mura celebra un certo Cinammio, lector del titulus Fasciolae, il quale era costruito nel punto in cui, secondo la tradizione, San Pietro aveva perso un bendaggio al piede (fasciola) durante la fuga da Roma per evitare il martirio.
Negli atti del sinodo convocato da papa Simmaco nel 499, viene registrato il titulus Fasciolae, servito da cinque presbiteri. Nel 595, invece, viene ricordato il titulus Sanctorum Nerei et Achillei al posto del Fasciolae: la dedica ai due santi deve essere quindi avvenuta nel corso del VI secolo.
Nell'814 papa Leone III ricostruì la chiesa nei pressi del vecchio titulus per ospitare le reliquie dei due martiri traslate dalle catacombe di Domitilla. Nel corso dei secoli la chiesa subì la decadenza, tanto che nel catalogo di Torino del 1320 viene registrata come un titolo presbiteriale senza sacerdoti assegnati. In occasione del giubileo del 1475, nell'àmbito del programma di edificazione portato avanti da papa Sisto IV, la chiesa venne ricostruita una prima volta, mentre risale al giubileo del 1600 l'ultima delle grandi ristrutturazioni, finanziata dal cardinale Cesare Baronio, durante la quale, per volere del committente stesso, furono realizzati gli arredi del presbiterio (altare, plutei, amboni, cattedra) riutilizzando ciò che restava degli antichi arredi paleocristiani. Durante questo restauro, inoltre, furono realizzati gli affreschi che tuttora adornano l'interno della chiesa e gli altari laterali. Nel XIX secolo, invece, fu restaurato l'antico mosaico dell'arco absidale, risalente al IX secolo.

## Descrizione

### Esterno

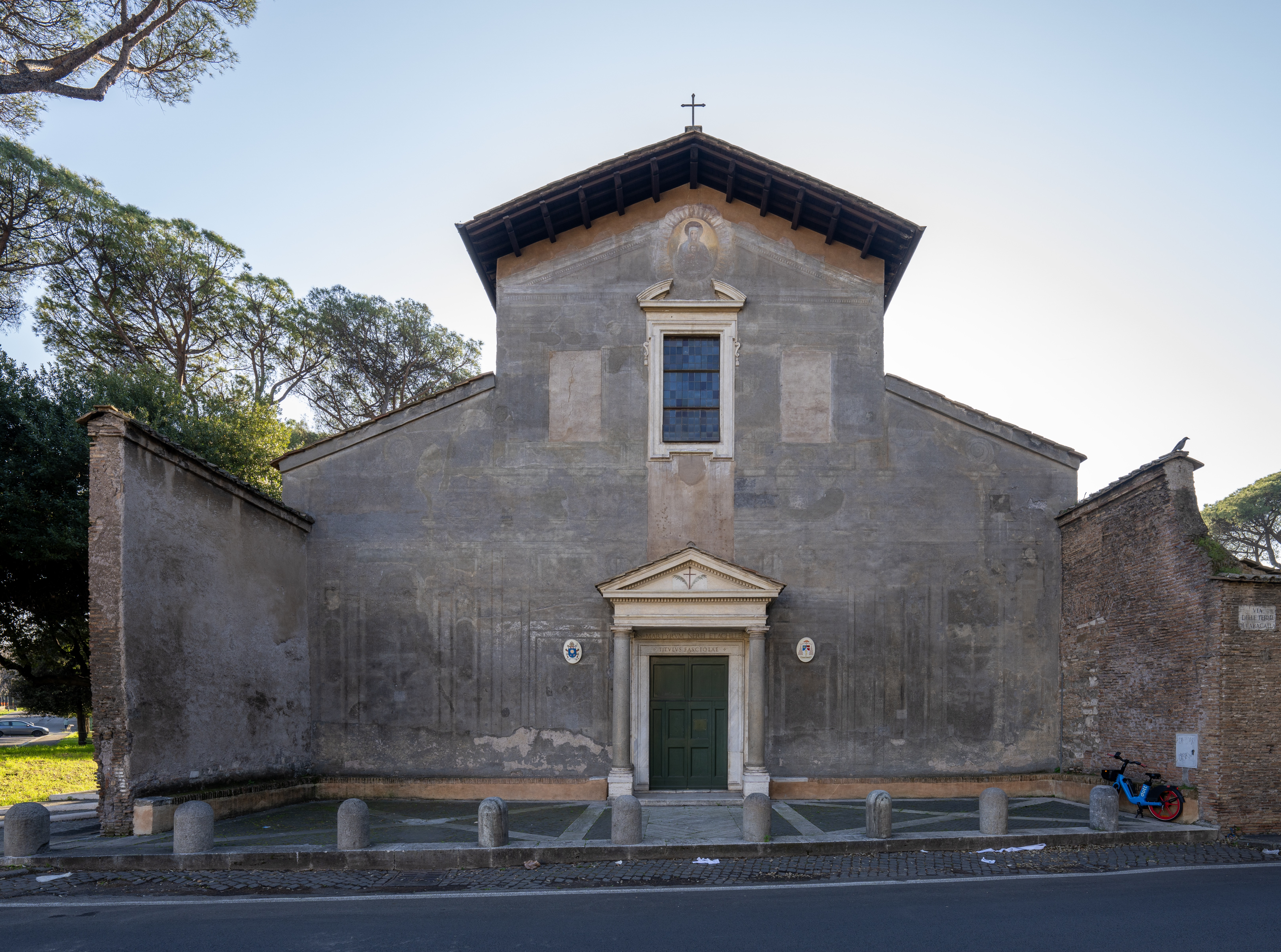
La facciata

La facciata della chiesa, che dà con un piccolo sagrato su viale delle Terme di Caracalla, possiede ancora l'aspetto conferitole dai restauri di papa Sisto IV. Essa è a salienti e reca decorazioni geometriche realizzate a graffito da Girolamo Massei su commissione del cardinale Cesare Baronio. La tecnica del graffito conobbe una notevole diffusione intorno alla metà del Cinquecento, trovando principalmente applicazione negli edifici civili, piuttosto che nei luoghi di culto. Proprio per questo motivo, la facciata della chiesa dei Santi Nereo e Achilleo rappresenta un caso unico. È probabile che la scelta di impiegare questa tecnica sia stata dettata da esigenze pratiche, come la scarsità di tempo e risorse economiche, che rendevano impossibile realizzare una facciata in travertino. Il graffito consiste in una tecnica decorativa basata sull’uso di due strati sovrapposti di intonaco: il primo, più profondo, è solitamente scuro, mentre il secondo, più sottile, è chiaro. L’immagine viene creata asportando con precisione il secondo strato in corrispondenza del disegno, facendo così emergere quello sottostante e producendo un effetto di contrasto chiaroscurale sull’intera superficie.
Il restauro della facciata del 2025, preceduto e accompagnato da un’approfondita ricerca d’archivio — costantemente verificata in sito e utilizzata come guida durante l’intervento — ha permesso di riportare alla luce ampi e significativi brani decorativi, in parte compromessi dal tempo. La facciata della chiesa, impostata secondo una classica partitura rinascimentale a ordini sovrapposti, è scandita da un fregio marcapiano e conclusa lateralmente da eleganti volute. Nelle finte nicchie superiori trovavano posto le raffigurazioni dei santi titolari: san Nereo a sinistra e sant’Achilleo a destra; mentre nella nicchia sottostante la finestra centrale era probabilmente collocata l’immagine di santa Domitilla. Al vertice, nel timpano, si conserva la raffigurazione della Madonna della Vallicella (il titolo deriva dal luogo in cui sorge la chiesa, anticamente chiamato vallicula, piccola valle), riconoscibile per la mezza luna e i raggi luminosi a forma di lingua di fuoco, elementi iconografici che ne indicano l’identità. Coevo ai graffiti è il semplice protiro marmoreo, sorretto da due colonne corinzie e costituito da un timpano triangolare, anch'esso in marmo. In essa si aprivano tre finestre ogivali; ora rimane aperta soltanto la centrale, anche se rifatta in stile barocco.
Ai due lati dell'abside, in corrispondenza delle pareti fondali delle due navate laterali, si possono riconoscere in due basse costruzioni le due torrette dell'epoca di papa Leone III (795-816), poi trasformate in canonica (torretta di destra) e in sagrestia (torretta di sinistra). Nell'abside si aprivano, fino ai restauri seicenteschi tre monofore con arco a tutto sesto, poi murate, che si possono riconoscere soltanto dall'esterno. Di fianco alla torretta di sinistra, vi è lo snello campanile barocco, anch'esso frutto dei restauri del XVII secolo.

### Interno

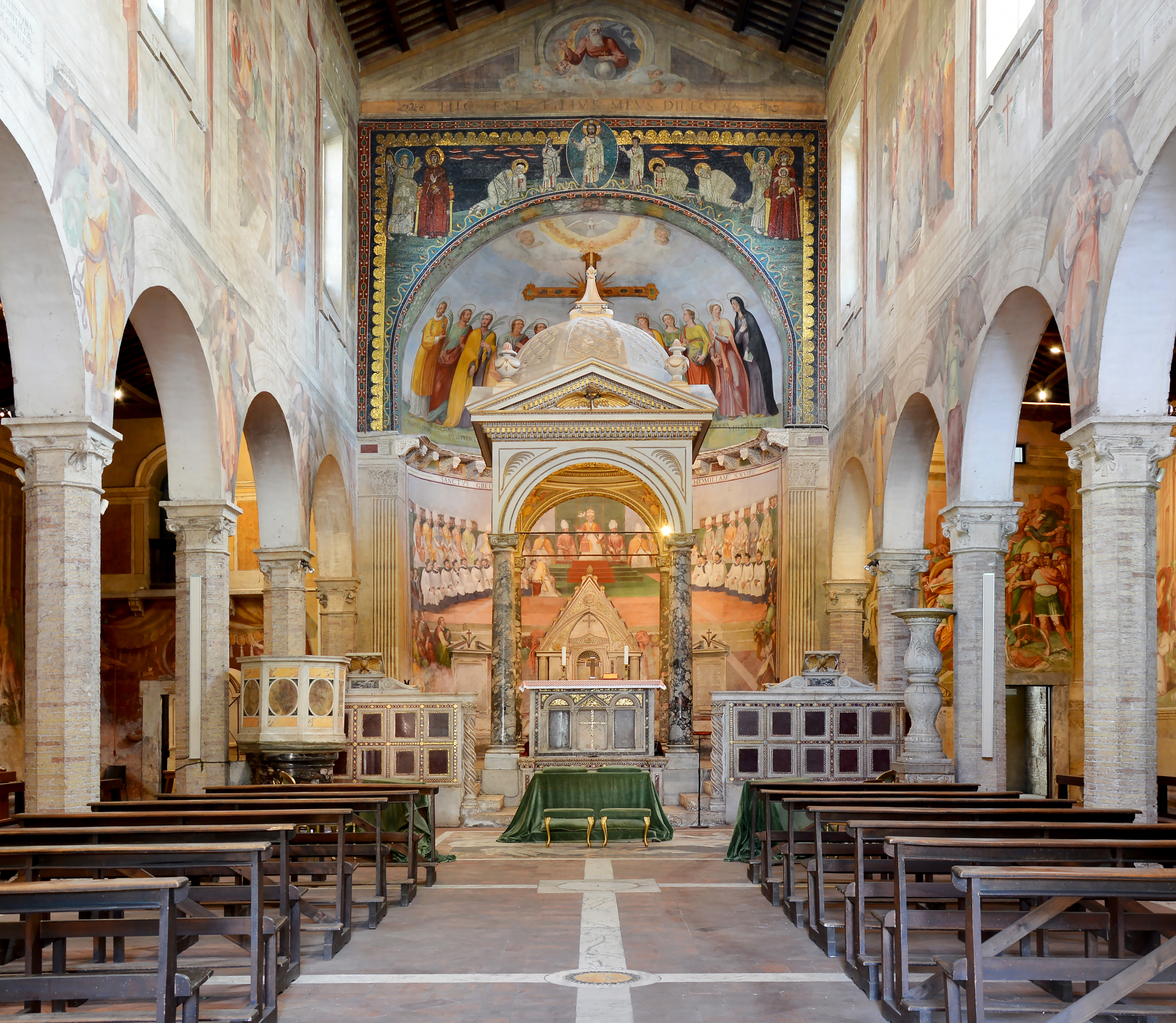
La nave centrale e l'altare maggiore

La chiesa ha una struttura a tre navate divise da pilastri ottagonali, che sostituirono nel XV secolo le colonne originali. La navata è decorata da affreschi commissionati dal cardinale Baronio.
L'interno è riccamente affrescato. La navata centrale è dedicata alla vita e al martirio dei santi titolari e di santa Domitilla. Le navate laterali contengono un ampio ciclo raffigurante, con vivida enfasi, scene di martirio tratte dal Martirologio Romano. Si tratta di un esempio assai eloquente dello spirito (e della funzione) controriformista che caratterizza la pittura romana della seconda metà del Cinquecento. Questi affreschi sono tradizionalmente attribuiti a Niccolò Circignani detto il Pomarancio.
Di Cristoforo Roncalli è il dipinto su tela con Santa Domitilla tra san Nereo e sant'Achilleo.
L'ambone medioevale è posto su di un'urna in porfido proveniente dalle Terme di Caracalla, il coro è delimitato da pareti di spoglio decorate in stile cosmatesco, mentre il ciborio, risalente al XVI secolo, è costruito con marmi africani.
L'altare maggiore, costruito con tre pannelli cosmateschi, contiene le reliquie dei santi Nereo, Achilleo e Domitilla, traslate dalle catacombe di Domitilla. Un tempio pagano prossimo alla chiesa è invece l'origine dei due spiriti alati riutilizzati e posti vicino all'altare.
Dietro l'altare c'è il trono episcopale in stile cosmatesco (scuola del Vassalletto), sul quale è trascritta la XXVIII-a omelia di papa Gregorio I Magno, nella quale il papa affermava di aver pregato di fronte alle reliquie dei santi Nereo e Achilleo: il cardinale Baronio, che ordinò l'iscrizione, non sapeva della traslazione delle reliquie dalle catacombe, e pensò dunque che fosse questo il luogo riferito da Gregorio Magno.
L'arcone dell'abside è decorato con mosaici del IX secolo raffiguranti l'Annunciazione, la Trasfigurazione e la Theotokos, raffigurata con il Bambino.
Nella navatella, a pavimento, si trova un organo positivo attribuito all'organaro Johann Conrad Werle, attivo a Roma nel XVIII secolo, risalente al 1760. Lo strumento, a trasmissione meccanica, ha un'unica tastiera di 45 note con prima ottava scavezza e una pedaliera a leggio scavezza di 9 costantemente unita alla tastiera e priva di registri propri.